# Brachydiplax sobrina
Brachydiplax sobrina là loài chuồn chuồn trong họ Libellulidae. Loài này được Rambur mô tả khoa học đầu tiên năm 1842.
Loài được tìm thấy ở Bangladesh, Ấn Độ, Myanmar, Nepal, Sri Lanka, và Thái Lan. 

## Hình ảnh

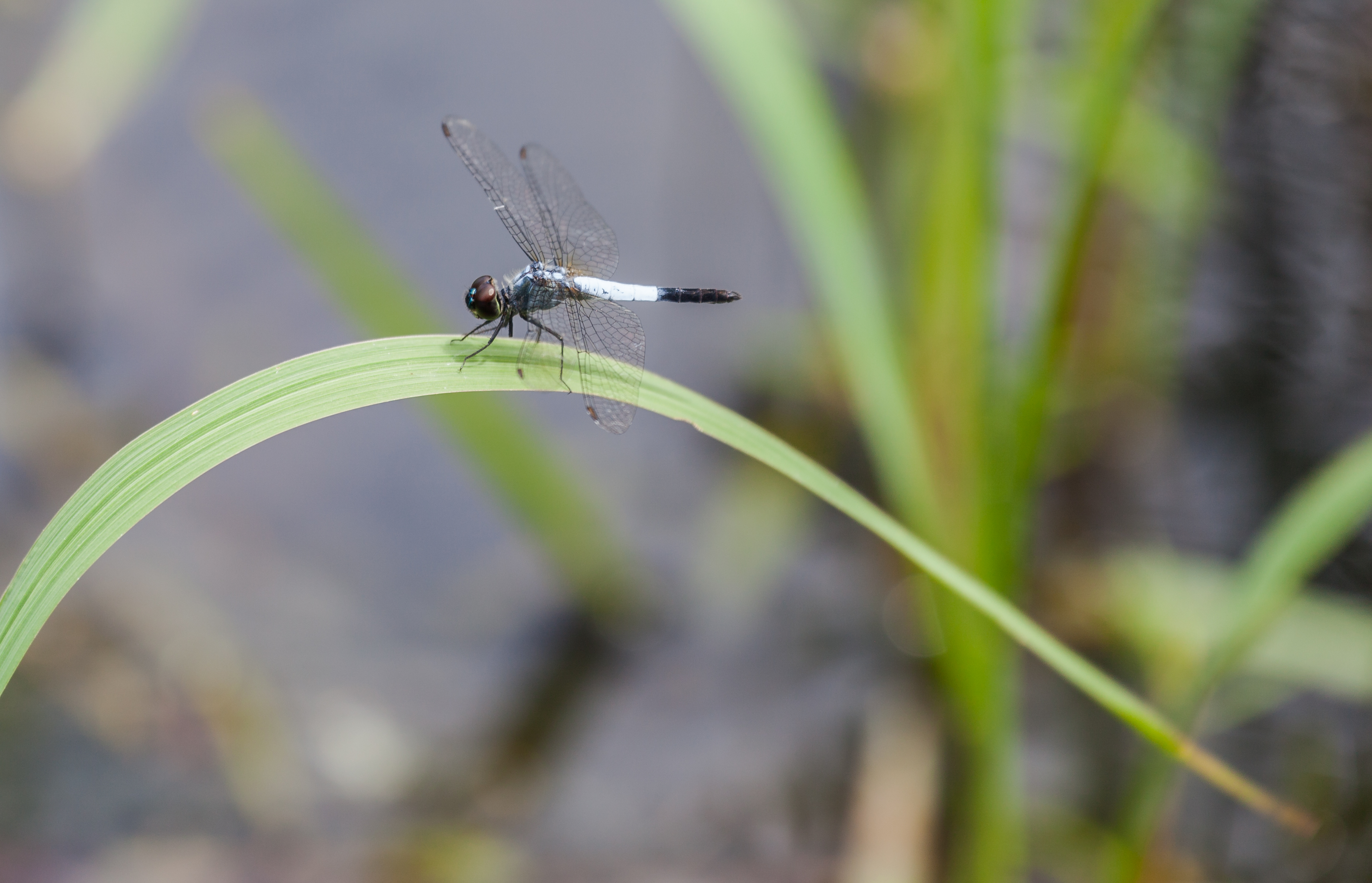